# Wereldbeker boogschieten 2019
De veertiende editie van de wereldbeker boogschieten vond plaats van 22 april 2019 tot 7 september 2019. Er werden vier stages georganiseerd die werden afgesloten met een finale waarin de beste 8 boogschutters in de individuele categorieën en de gemengde competitie.

## Finale
| M/V                    | Onderdeel                                       | Goud                                      | Zilver            | Brons |
| Mannen                 |                                                 |                                           |                   |       |
| Recurve - individueel  | Brady Ellison                                   | Mauro Nespoli                             | Sjef van den Berg |       |
| Compound - individueel | Mike Schloesser                                 | Braden Gellenthien                        | Daniel Muñoz      |       |
| Vrouwen                |                                                 |                                           |                   |       |
| Recurve - individueel  | Kang Chae-young                                 | Tan Ya-ting                               | Zheng Yichai      |       |
| Compound - individueel | Sara López                                      | Natalja Avdejeva                          | Sophie Dodemont   |       |
| Teams                  |                                                 |                                           |                   |       |
| Recurve - gemengd      | Zuid-Korea Kim Woo-jin Kang Chae-young          | Rusland Erdem Irdynejev Jelena Osipova    | -                 |       |
| Compound - gemengd     | Verenigde Staten Braden Gellenthien Alexis Ruiz | Rusland Pavel Krylov Jelizaveta Knjazjova | -                 |       |

## Stages

### Stage 1
De eerste stage vond plaats van 22 april tot en met 28 april in Medellín.
| M/V                    | Onderdeel                                                        | Goud                                                                   | Zilver                                                    | Brons |
| Mannen                 |                                                                  |                                                                        |                                                           |       |
| Recurve - individueel  | Brady Ellison                                                    | Lee Woo-seok                                                           | Kim Woo-jin                                               |       |
| Recurve - team         | Zuid-Korea Kim Woo-jin Lee Seung-yun Lee Woo-seok                | Australië David Barnes Ryan Tyack Taylor Worth                         | Nederland Sjef van den Berg Rick van der Ven Steve Wijler |       |
| Compound - individueel | Mike Schloesser                                                  | Braden Gellenthien                                                     | Jean-Philippe Boulch                                      |       |
| Compound - team        | Italië Viviano Mior Sergio Pagni Federico Pagnoni                | Frankrijk Jean-Philippe Boulch Pierre-Julien Deloche Sébastien Peineau | Nederland Peter Elzinga Sil Pater Mike Schloesser         |       |
| Vrouwen                |                                                                  |                                                                        |                                                           |       |
| Recurve - individueel  | Kang Chae-young                                                  | Mélanie Gaubil                                                         | Tomomi Sugimoto                                           |       |
| Recurve - team         | Zuid-Korea Chang Hye-jin Choi Mi-sun Kang Chae-young             | Italië Tatiana Andreoli Lucilla Boari Vanessa Landi                    | Frankrijk Audrey Adiceom Lisa Barbelin Mélanie Gaubil     |       |
| Compound - individueel | Sara López                                                       | Jody Vermeulen                                                         | Alexis Ruiz                                               |       |
| Compound - team        | Colombia Sara López Alexandra Sandino Borrais Alejandra Usquiano | Verenigde Staten Alexis Ruiz Sophia Strachan Jamie Van Natta           | Italië Anastasia Anastasio Sara Ret Marcella Tonioli      |       |
| Teams                  |                                                                  |                                                                        |                                                           |       |
| Recurve - gemengd      | Zuid-Korea Kim Woo-jin Kang Chae-young                           | Verenigde Staten Brady Ellison Casey Kaufhold                          | China Wang Wenxuan Lan Lu                                 |       |
| Compound - gemengd     | Verenigde Staten Matt Sullivan Alexis Ruiz                       | Frankrijk Pierre-Julien Deloche Sophie Dodemont                        | Colombia Singh Mejia Jagdeep Teji Sara López              |       |

### Stage 2
De tweede stage vond plaats van 6 tot 12 mei 2019 in Shanghai.
| M/V                    | Onderdeel                                                     | Goud                                              | Zilver                                                  | Brons |
| Mannen                 |                                                               |                                                   |                                                         |       |
| Recurve - individueel  | Lee Woo-seok                                                  | Kim Woo-jin                                       | Brady Ellison                                           |       |
| Recurve - team         | Chinees Taipei Deng Yu-cheng Tang Chih-chun Wei Chun-heng     | Turkije Samet Ak Fatih Bozlar Mete Gazoz          | Zuid-Korea Kim Woo-jin Lee Seung-yun Lee Woo-seok       |       |
| Compound - individueel | Braden Gellenthien                                            | Brend Frederickx                                  | Roberto Hernández                                       |       |
| Compound - team        | Verenigde Staten Braden Gellenthien Kris Schaff Matt Sullivan | Zuid-Korea Choi Yong-hee Kim Jong-ho Yang Jae-won | China Sun Yingjie Wang Yue Xue Zheng                    |       |
| Vrouwen                |                                                               |                                                   |                                                         |       |
| Recurve - individueel  | Kang Chae-young                                               | Tomomi Sugimoto                                   | Tan Ya-ting                                             |       |
| Recurve - team         | Zuid-Korea Chang Hye-jin Choi Mi-sun Kang Chae-young          | China Xiaoqing Long Meng Fanxu Zheng Yichai       | Chinees Taipei Lei Chien-ying Peng Chia-mao Tan Ya-ting |       |
| Compound - individueel | So Chae-won                                                   | Sophia Strachan                                   | Alexis Ruiz                                             |       |
| Compound - team        | Verenigde Staten Alexis Ruiz Sophia Strachan Jamie Van Natta  | Zuid-Korea Choi Bo-min Kim Yun-hee So Chae-won    | Turkije Yeşim Bostan Gizem Elmaağaçlı İpek Tomruk       |       |
| Teams                  |                                                               |                                                   |                                                         |       |
| Recurve - gemengd      | Chinees Taipei Tang Chih-chun Tan Ya-ting                     | Turkije Mete Gazoz Yasemin Anagöz                 | Zuid-Korea Lee Woo-seok Choi Mi-sun                     |       |
| Compound - gemengd     | Verenigde Staten Matt Sullivan Alexis Ruiz                    | België Brend Frederickx Sarah Prieels             | Iran Mohammad Saleh Palizban Vida Halimian              |       |

### Stage 3
De derde stage werd gehouden van 20 tot 26 mei 2019 in Antalya.
| M/V                    | Onderdeel                                               | Goud                                                              | Zilver                                                       | Brons |
| Mannen                 |                                                         |                                                                   |                                                              |       |
| Recurve - individueel  | Brady Ellison                                           | Steve Wijler                                                      | Mete Gazoz                                                   |       |
| Recurve - team         | China Ding Yiliang Feng Hao Wei Shaoxuan                | Italië Marco Galiazzo Mauro Nespoli David Pasqualucci             | Verenigde Staten Brady Ellison Thomas Stanwood Jack Williams |       |
| Compound - individueel | James Lutz                                              | Kris Schaff                                                       | Mike Schloesser                                              |       |
| Compound - team        | Denemarken Martin Damsbo Stephan Hansen Mads Knudsen    | Turkije Süleyman Araz Evren Çağıran Muhammed Yetim                | India Rajat Chauhan Aman Saini Abhishek Verma                |       |
| Vrouwen                |                                                         |                                                                   |                                                              |       |
| Recurve - individueel  | Zheng Yichai                                            | Sajana Tsyrempilova                                               | Tan Ya-ting                                                  |       |
| Recurve - team         | Chinees Taipei Lei Chien-ying Peng Chia-mao Tan Ya-ting | Mexico Mariana Avitia Aída Román Alejandra Valencia               | Rusland Jelena Osipova Inna Stepanova Sajana Tsyrempilova    |       |
| Compound - individueel | Danelle Wentzel                                         | Alexis Ruiz                                                       | Huang I-jou                                                  |       |
| Compound - team        | Verenigde Staten Cassidy Cox Paige Pearce Alexis Ruiz   | Rusland Natalja Avdejeva Viktoria Balzjanova Aleksandra Savenkova | Verenigd Koninkrijk Layla Annison Ella Gibson Lucy Mason     |       |
| Teams                  |                                                         |                                                                   |                                                              |       |
| Recurve - gemengd      | Spanje Miguel Alvariño Elia Canales                     | Rusland Erdem Irdynejev Jelena Osipova                            | Turkije Mete Gazoz Yasemin Anagöz                            |       |
| Compound - gemengd     | Zuid-Afrika Reuben Brent-Meek Jeanine van Kradenburg    | Denemarken Stephan Hansen Tanja Jensen                            | Turkije Muhammed Yetim Yeşim Bostan                          |       |

### Stage 4
De vierde stage werd gehouden van 1 tot 7 juli 2019 in Berlijn.
| M/V                    | Onderdeel                                                              | Goud                                                       | Zilver                                                        | Brons |
| Mannen                 |                                                                        |                                                            |                                                               |       |
| Recurve - individueel  | Mete Gazoz                                                             | Bae Jae-hyeon                                              | Mauro Nespoli                                                 |       |
| Recurve - team         | Turkije Samet Ak Ali Aydın Mete Gazoz                                  | Oekraïne Oleksi Hoenbin Heorhi Ivanytsky Sergii Makarevych | Verenigde Staten Brady Ellison Matthew Requa Jack Williams    |       |
| Compound - individueel | Evren Çağıran                                                          | Mike Schloesser                                            | Kris Schaff                                                   |       |
| Compound - team        | Frankrijk Jean-Philippe Boulch Pierre-Julien Deloche Sébastien Peineau | Denemarken Martin Damsbo Stephan Hansen Mads Knudsen       | Verenigde Staten Braden Gellenthien Kris Schaff Matt Sullivan |       |
| Vrouwen                |                                                                        |                                                            |                                                               |       |
| Recurve - individueel  | An San                                                                 | Jeon Ina                                                   | Tan Ya-ting                                                   |       |
| Recurve - team         | Italië Tanya Giaccheri Chiara Rebagliati Elena Tonetta                 | Duitsland Michelle Kroppen Elena Richter Lisa Unruh        | Zuid-Korea An San Jeon Ina Jung Dasomi                        |       |
| Compound - individueel | Alexis Ruiz                                                            | Sophie Dodemont                                            | Sara López                                                    |       |
| Compound - team        | Turkije Yeşim Bostan Gizem Elmaağaçlı İpek Tomruk                      | Verenigd Koninkrijk Susan Corless Ella Gibson Sarah Moon   | Verenigde Staten Cassidy Cox Alexis Ruiz Sophia Strachan      |       |
| Teams                  |                                                                        |                                                            |                                                               |       |
| Recurve - gemengd      | Zuid-Korea Oh Jin-hyek An San                                          | Moldavië Dan Olaru Alexandra Mirca                         | Italië Mauro Nespoli Elena Tonetta                            |       |
| Compound - gemengd     | Verenigd Koninkrijk James Mason Ella Gibson                            | Slovenië Staš Modic Toja Ellison                           | Rusland Aleksandr Dambajev Viktoria Balzjanova                |       |

2006 ·
2007 ·
2008 ·
2009 ·
2010 ·
2011 ·
2012 ·
2013 ·
2014 ·
2015 ·
2016 ·
2017 ·
2018 ·
2019 ·
2020 ·
2021 ·
2022 ·
2023 ·
2024